# Lennard-Jones potential

12-6-Lennard-Jones-potentialens beroende av avståndet

Lennard-Jones potential är en enkel modell av växelverkan mellan två oladdade atomer eller molekyler i beräkningsfysik. Den brittiske kemisten och fysikern John Lennard-Jones formulerade potentialen 1924, vilken har formen
{\displaystyle V_{\mathrm {LJ} }=4\varepsilon \left[\left({\frac {\sigma }{r}}\right)^{12}-\left({\frac {\sigma }{r}}\right)^{6}\right]=\varepsilon \left[\left({\frac {r_{\mathrm {m} }}{r}}\right)^{12}-2\left({\frac {r_{\mathrm {m} }}{r}}\right)^{6}\right],}

där r är avståndet mellan partiklarna, rm det avstånd där potentialen når sitt minimum, -ε är potentialens minsta värde och σ är det avstånd där potentialen är noll. Parametrarna ε och σ bestäms från experiment. Den repulsiva r−12-termen motsvarar pauliprincipens inverkan då partiklarnas elektronmoln överlappar, medan den attraktiva r−6-termen representerar van der Waals-kraft. Formen på den attraktiva delen går att härleda från teoretiska fysikaliska antaganden, medan den repulsiva inte går att härleda. Den är istället vald så att den dels stämmer väl överens med experiment och dels lätt kan beräknas från kvadraten av den attraktiva termen.
Lennard-Jones potential är en lämplig modell för ädelgaser men mindre bra för metaller och andra föreningar vars växelverkan inte är huvudsakligen av van der Waals-karaktär. 
En tabell över några ämnens Lennard-Jonesparametrar extrapolerade till 0K och noll tryck:
| Grundämne | ε (eV) | σ (Å) |
| --------- | ------ | ----- |
| Neon      | 0,0031 | 2,74  |
| Argon     | 0,0104 | 3,40  |
| Krypton   | 0,0140 | 3,65  |
| Xenon     | 0,0200 | 3,98  |